# North Harding (Dakota del Sur)
North Harding es un territorio no organizado ubicado en el condado de Harding en el estado estadounidense de Dakota del Sur. En el Censo de 2010 tenía una población de 548 habitantes y una densidad poblacional de 0,14 personas por km².

## Geografía
North Harding se encuentra ubicado en las coordenadas 45°44′17″N 103°32′19″O / 45.73806, -103.53861. Según la Oficina del Censo de los Estados Unidos, North Harding tiene una superficie total de 3907.14 km², de la cual 3897.84 km² corresponden a tierra firme y (0.24%) 9.28 km² es agua.

## Demografía
Según el censo de 2010, había 548 personas residiendo en North Harding. La densidad de población era de 0,14 hab./km². De los 548 habitantes, North Harding estaba compuesto por el 96.9% blancos, el 0.18% eran afroamericanos, el 1.09% eran amerindios, el 0.18% eran asiáticos, el 0% eran isleños del Pacífico, el 0.18% eran de otras razas y el 1.46% pertenecían a dos o más razas. Del total de la población el 0.18% eran hispanos o latinos de cualquier raza.